# Trebević-Seilbahn

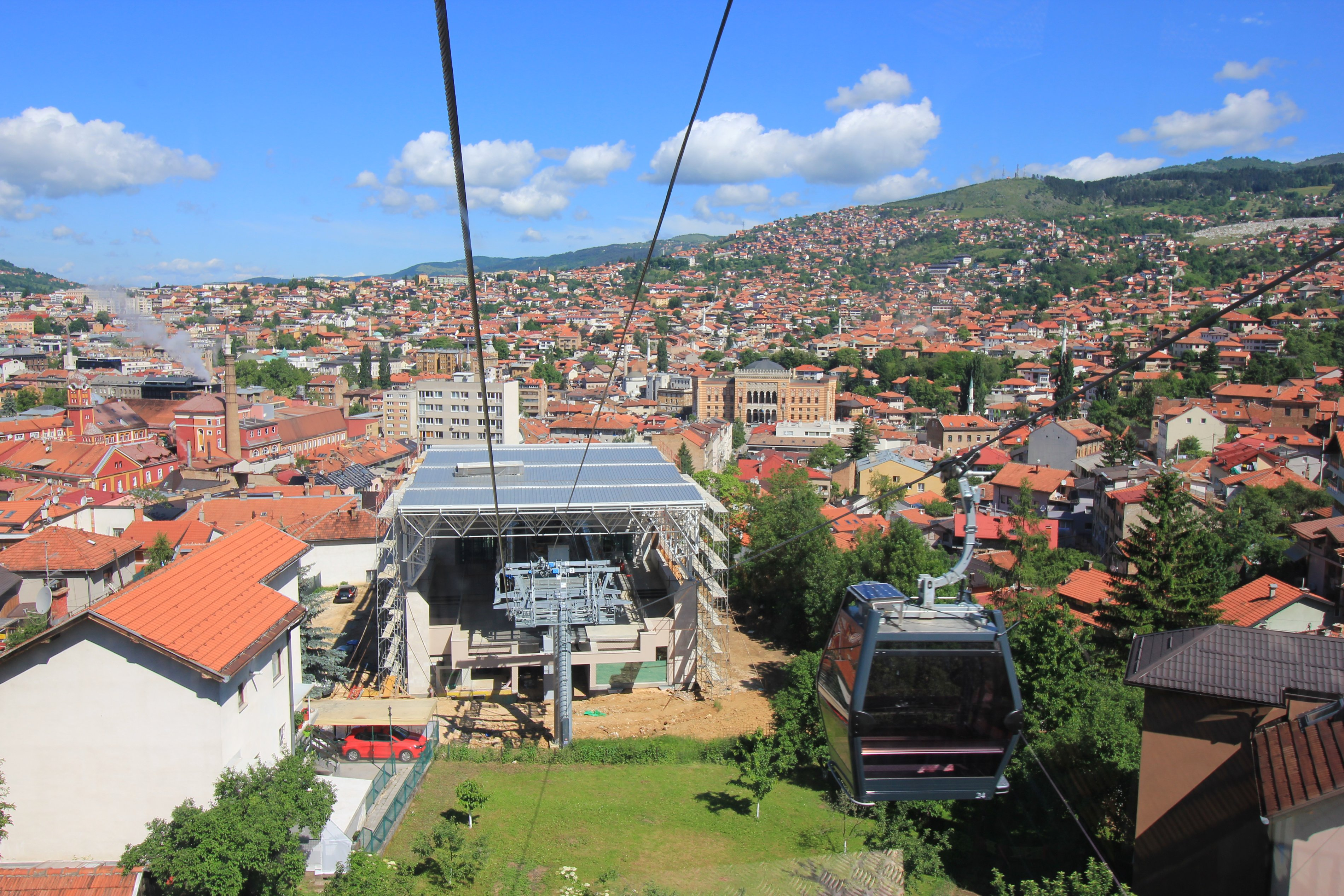
Talstation (2018) mit der Innenstadt im Hintergrund

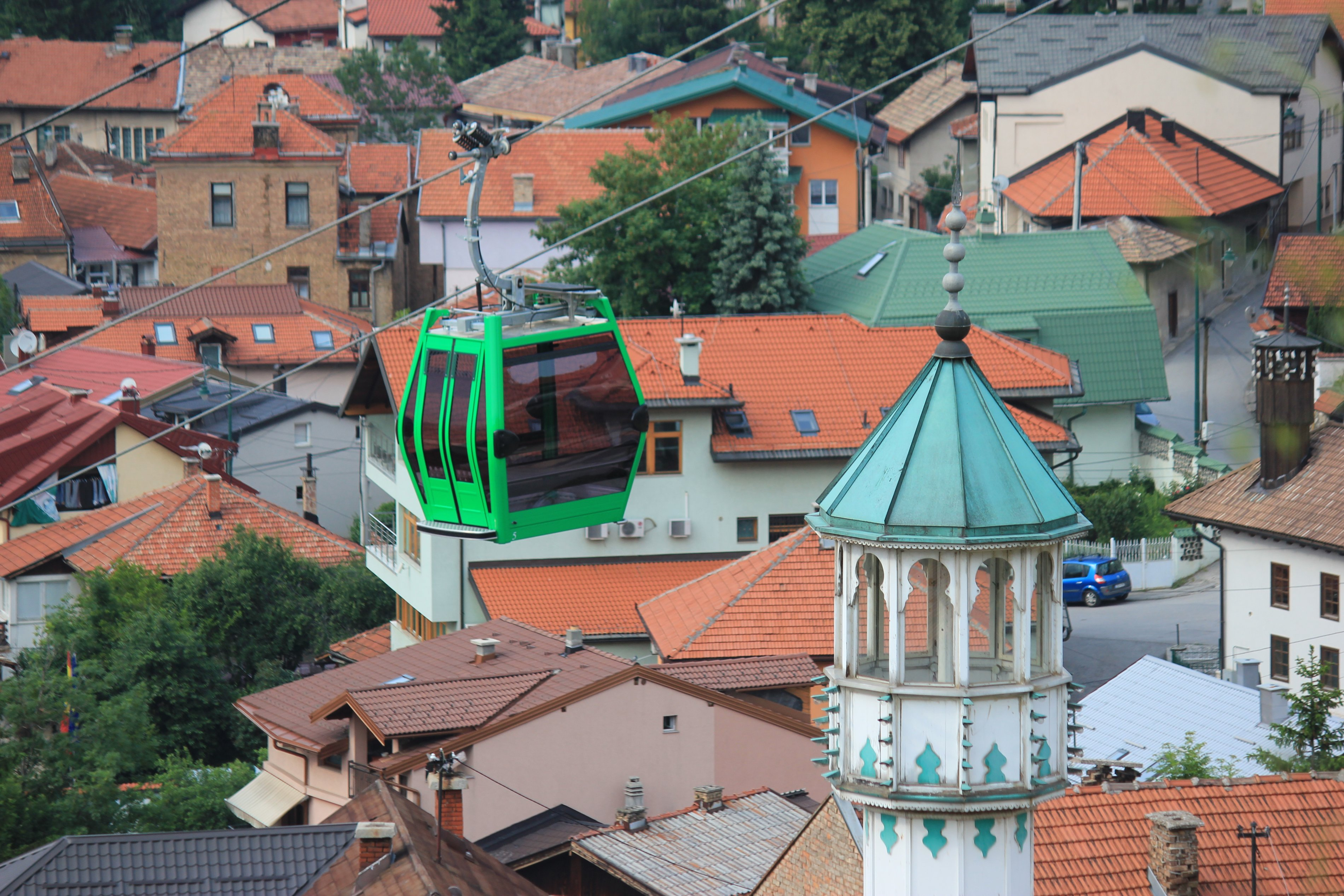
Kabine der Seilbahn hinter einem Minarett im Stadtteil Bistrik (2018)

Die Trebević-Seilbahn (serbokroatisch Требевићка жичара Trebevićka žičara) ist eine Gondelbahn, die von der Innenstadt von Sarajevo auf die Hänge des Hausberges Trebević führt. Die 1959 eröffnete Seilbahn wurde während des Bosnienkrieges 1992–1995 zerstört, 2017 wieder aufgebaut und 2018 erneut in Betrieb genommen. Eine besondere Rolle spielte die Seilbahn während der Olympischen Winterspiele 1984, da sie den Zugang von der Stadt zu den Wettkampfstätten am Trebević erleichterte. Die Strecke wurde am 6. April 2018, dem Tag der Stadt Sarajevo und dem 26. Jahrestag des Beginns der Belagerung von Sarajevo, wieder eröffnet.
Die 2,1 Kilometer lange Strecke führt von der Basisstation im Sarajevoer Stadtteil Bistrik (583 m) zur Bergstation „Ramo Biber“ in der Nähe der olympischen Bobbahn auf dem Gipfel Vidikovac (1160 m) am Hang des Trebević.

## Technische Daten
Die neue Seilbahn verfügt über 33 Kabinen mit Platz für jeweils zehn Fahrgäste, was einer Kapazität von 1200 Fahrgästen pro Stunde entspricht. Im Unterschied zur alten Seilbahn, die zwölf Minuten für die Strecke von der Basisstation bis zum Vidikovac benötigte, schafft die neue Seilbahn die Strecke in sieben Minuten und 15 Sekunden.

## Geschichte
Die ursprüngliche Seilbahn auf den Hausberg Sarajevos wurde am 3. Mai 1959 in Betrieb genommen und zählte zum städtischen Verkehrsunternehmen GRAS Sarajevo.
Nach dem Zusammenbruch Jugoslawiens wurde die Seilbahn bis Anfang März 1992 zunächst weiterbetrieben. Am 2. März 1992 gegen 14 Uhr wurde der Seilbahn-Arbeiter Ramo Biber von unbekannten Bewaffneten erschossen, die sich der Bergstation der Seilbahn bemächtigen wollten. Biber gilt somit als erstes Todesopfer der Belagerung von Sarajevo. Während des folgenden Bosnienkrieges wurden die technischen Anlagen der Seilbahn größtenteils zerstört. Die Wiederinbetriebnahme nach dem Krieg wurde zunächst durch ungeklärte Eigentumsverhältnisse und Konflikte zwischen den städtischen Verkehrsbetrieben GRAS und der Stadt Sarajevo erschwert.
Der Wiederaufbau der Bahn wurde 2016 in Angriff genommen und von dem Südtiroler Unternehmen Leitner durchgeführt. Im Januar 2018 fanden die ersten Testfahrten mit den neuen Gondeln statt.

## Galerie

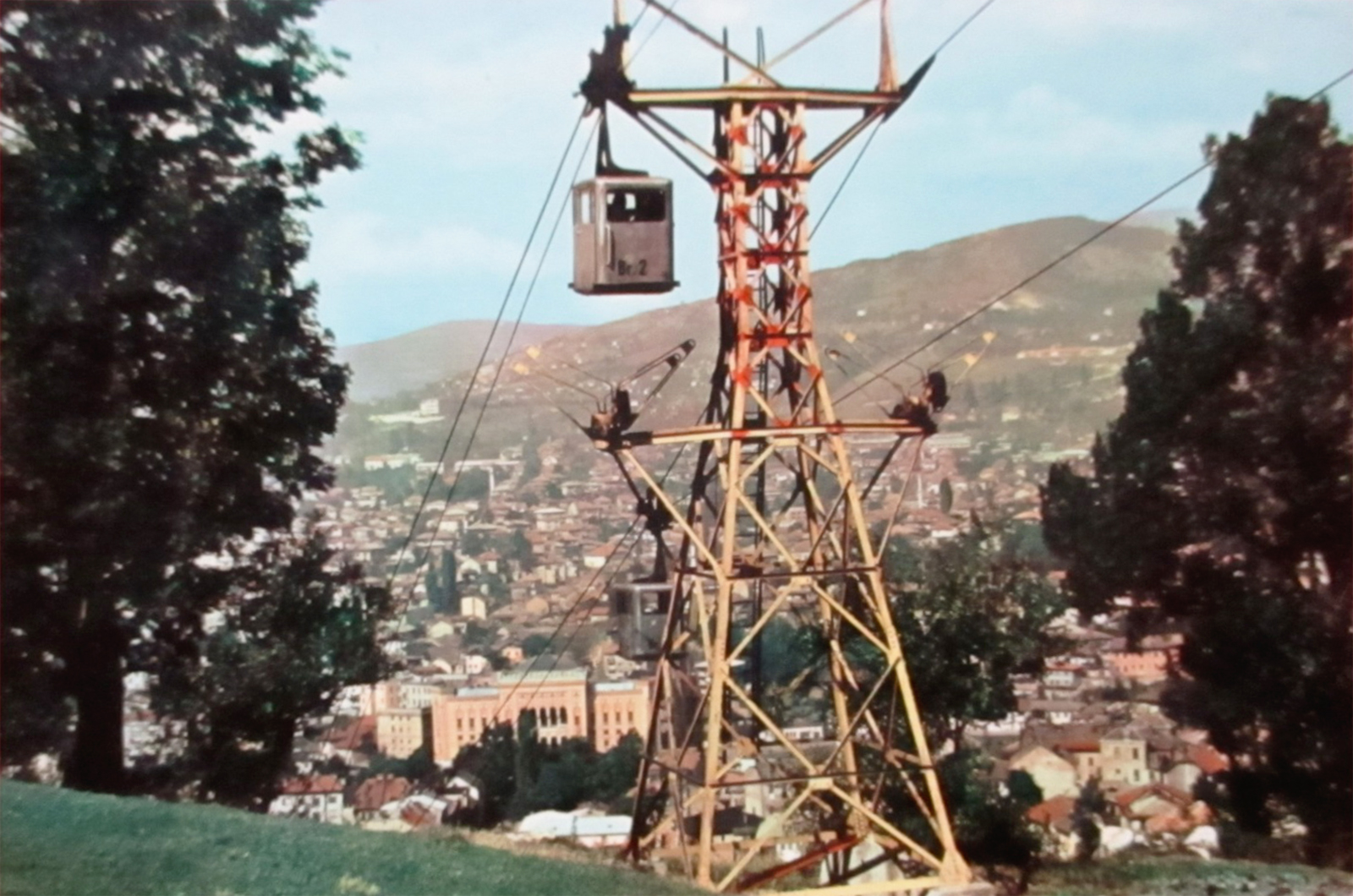
Sarajevoer Seilbahn (1960)
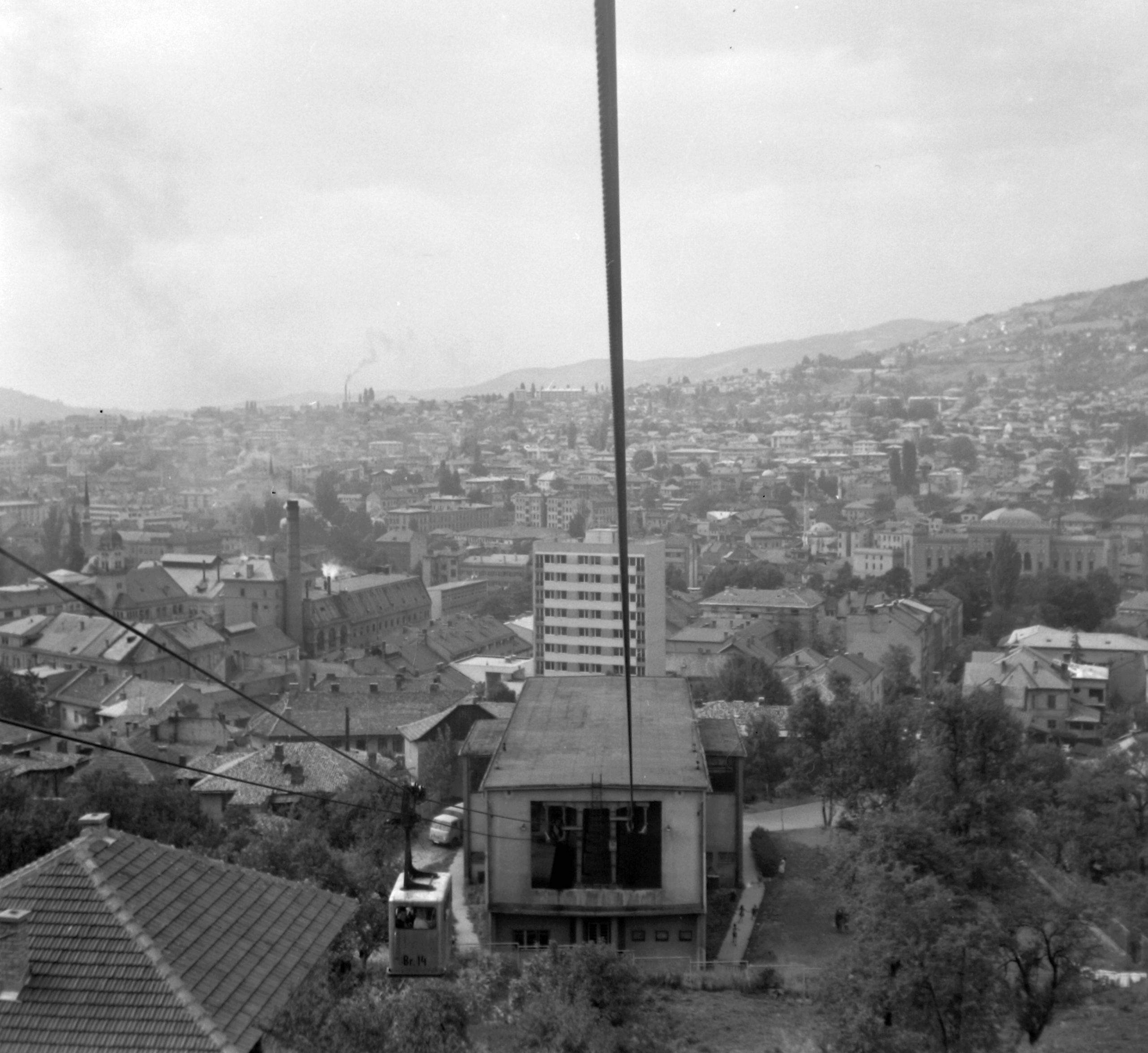
Talstation (1965)
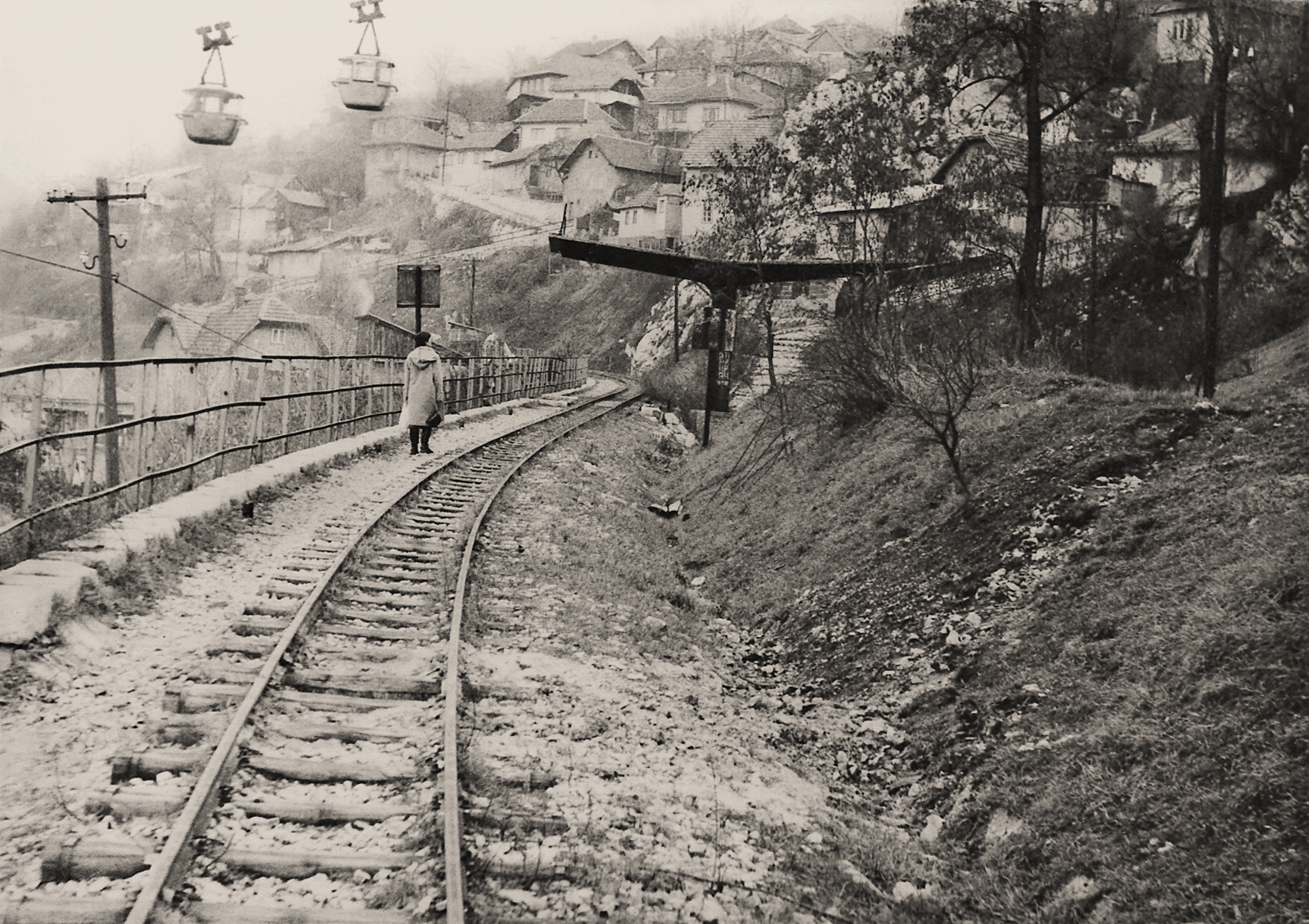
Überführung über die ehemalige Strecke der Bosnischen Ostbahn (heute Umgehungsstraße), 1982
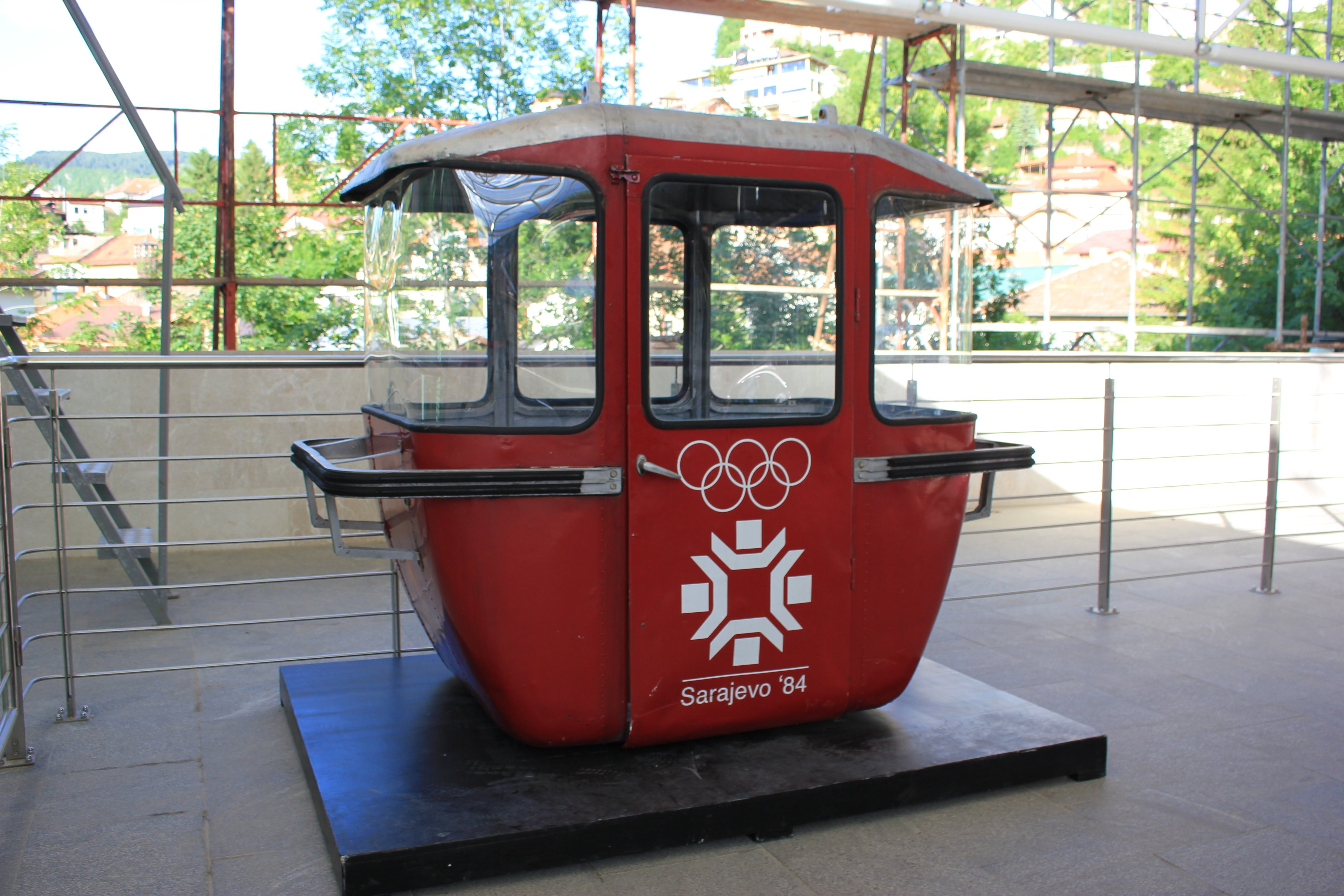
Kabine der ursprünglichen Seilbahn in der Talstation (2018)